# Сервера Льорет, Хосе Мария
Хосе Мария Сервера Льорет (исп. José María Cervera Lloret; 13 марта 1910, Альбораче — 2 июня 2002, Пикасент) — испанский композитор, дирижёр и музыкальный педагог.
Окончил Валенсийскую консерваторию, где его учителями были, в частности, Пере Соса, Хосе Мануэль Искьердо, Хасинто Руис Мансанарес. В годы Гражданской войны дирижировал военным оркестром в армии республиканцев, в связи с чем по окончании войны провёл некоторое время в концентрационном лагере. Начиная с 1940 года дирижировал различными духовыми оркестрами в Валенсии и окрестностях. Был профессором гармонии в Валенсийской консерватории, возглавлял музыкальное училище имени Сальвадора Хинера. Среди его многочисленных учеников — ряд заметных музыкантов региона, в том числе его собственный сын, дирижёр Хосе Мария Сервера Кольядо, и один из крупнейших валенсийских авторов духовой музыки Эстебан Эстеве. Опубликовал учебное пособие «270 упражнений по гармонии». В 1966—1977 гг. председатель Валенсийской ассоциации преподавателей музыки.
В композиторском наследии Серверы Льорета — оратория «Спаситель» (исп. El Redentor; 1969, премия муниципалитета Барселоны), симфоническая поэма для духового оркестра «Левантийский пейзаж» (исп. Paisaje Levantino; 1970, премия муниципалитета Мурсии), ряд других сочинений для духовых составов, песни, камерные произведения.
Именем музыканта названа улица (исп. Calle de José María Cervera Lloret) в Валенсии.